# Јури Џоркаеф
Јури Џоркаеф (фр. Youri Djorkaeff; 9. март 1968) је бивши француски фудбалер и национални репрезентативац.

## Каријера
Јуријева мајка је јерменског, а отац калмичког порекла. Рођен је у Лиону, а каријеру је почео 1984. године у француском клубу Греноблу, пре него је потписао уговор за Стразбуром 1989. године. Годину дана касније заиграо је за Монако, а део каријере је провео и у Пари Сен Жермену. У сезони 1993/94. је био најбољи стрелац француског првенства.
Године 1996. је потписао за италијански Интер, где се задржао три године. Након тога је играо за Кајзерслаутерн, а касније је играо и у Енглеској за Болтон и Блекбурн. Каријеру је завршио у САД у екипи Њујорк ред булса, а постао је први Француз који је заиграо у МЛС-у. Од фудбала се опростио 29. октобра 2006. године након повреде чланка.
Са репрезентацијом Француске је освојио Светско првенство 1998. и Европско првенство 2000. године.

## Успеси

### Клупски
Монако
- Куп Француске: 1990/91.

Пари Сен Жермен
- Куп победника купова: 1995/96.
- Суперкуп Француске: 1995.

Интер
- Куп УЕФА: 1997/98.

### Репрезентативни
Француска
- Светско првенство: 1998.
- Европско првенство: 2000.
- Куп конфедерација: 2001.